# باربرا كارول
باربرا كارول (بالإنجليزية: Barbara Carroll)‏ هي عازفة بيانو ومغنية أمريكية، ولدت في 25 يناير 1925 في ورسستر في الولايات المتحدة، وتوفيت في 11 فبراير 2017 في مانهاتن في الولايات المتحدة.

## وصلات خارجية
- الموقع الرسمي
- باربرا كارول على موقع IMDb (الإنجليزية)
- باربرا كارول على موقع ميوزك برينز (الإنجليزية)
- باربرا كارول على موقع قاعدة بيانات برودواي على الإنترنت (الإنجليزية)
- باربرا كارول على موقع أول ميوزيك (الإنجليزية)
- باربرا كارول على موقع ديسكوغز (الإنجليزية)
- باربرا كارول على موقع قاعدة بيانات الفيلم (الإنجليزية)